# Pochi Ducasse
Esther Beatriz Ducasse, más conocida artísticamente como Pochi Ducasse (Olivos; 2 de abril de 1931), es una actriz argentina de cine, teatro y televisión.

## Carrera
Dueña de una vasta carrera en el escenario nacional argentino, Ducasse se destacó en decenas de obras, entre ellas, Fin de partida, Que el sol de la escena queme tu pálido rostro, Ten piedad de mí, Sudores de niña virgen y Mi hijo sólo camina un poco más lento.
En televisión participó en telenovelas, unitarios y ficciones tales como Como pan caliente, Chiquititas, Locas de amor, Vidas robadas y Herederos de una venganza.
Trabajó en decenas de películas, como La noche de los lápices, con Alejo García Pintos, Vita Escardó, Adriana Salonia, Pepe Monje, Pablo Novak y Leonardo Sbaraglia; Nueve reinas, con Gastón Pauls y Ricardo Darín; Un cuento chino, nuevamente junto a Darín; Mi primera boda, con Natalia Oreiro y Daniel Hendler; y Hojas verdes de otoño, con Bautista Midú y Mimí Ardú. Fue dirigida por grandes directores como Héctor Olivera, Nicolás Sarquís, Fabián Bielinsky, Sebastián Borensztein, Ariel Winograd y Hernán Belón.

## Galardones
En 2015 se le otorgó el Premio Trinidad Guevara a la trayectoria.

## Filmografía
- 2022: El encargado.
- 2020: El robo del siglo como Susana, rehén del banco.
- 2019: Hojas verdes de otoño.
- 2018: Familia sumergida.
- 2017: Adiós querido Pep.
- 2012: Otro corazón.
- 2012: La corporación.
- 2012: El Tabarís, lleno de estrellas.
- 2012: El campo.
- 2012: 5.5.5.
- 2011: Mi primera boda.
- 2011: Un cuento chino.
- 2009: Anita
- 2009: El último verano de la Boyita.
- 2009: Tetro.
- 2008: La sangre brota.
- 2007: Las mantenidas sin sueños
- 2006: El Ratón Pérez
- 2006: Chile 672
- 2006: Olga, Victoria Olga.
- 2005: El custodio.
- 2003: Imagining Argentina.
- 2002: Un tipo corriente.
- 2002: Cacería.
- 2002: Un día de suerte.
- 2002: Samy y yo.
- 2001: Taxi, un encuentro.
- 2000: Nueve reinas.
- 1998: Sobre la tierra.
- 1996: Sol de otoño.
- 1986: La Noche de los Lápices.

## Televisión
Participó de los siguientes trabajos en televisión:
- 2025: Menem - Jubilada.
- 2023-2024: Madame Requin - Amelia.
- 2022-2023: El encargado - Beba Montes de Oca.
- 2021: Entre hombres - Dorila.
- 2017: Animadores - Eliana Uriarte.
- 2017: Las Estrellas
- 2016: Psiconautas - Elba.
- 2012: 23 pares.
- 2011-2012: Herederos de una venganza - Sofía de Tedeschi.
- 2011: El puntero - Tatiana Segovia.
- 2009: Casi ángeles - Esperanza.
- 2008: Vidas robadas.
- 2006: Alma pirata - Serafina.
- 2004: Locas de amor - Umbra.
- 2001: Tiempo final.
- 2000: Primicias - Madre de Vitti.
- 1997-1998: Chiquititas - Elsa.
- 1996: Como pan caliente.

## Teatro
- La mujer justa
- Mi hijo sólo camina un poco más lento
- Sudores de niña virgen
- El relámpago
- Afuera llueve
- El prisionero de la Segunda Avenida
- Diatriba de amor contra un hombre sentado
- La sombra de un perfume
- Querido Ibsen: soy Nora
- La mujer justa
- Ten Piedad de Mí
- Medea
- Saverio el cruel
- De repente, el último verano
- Que el sol de la escena queme tu pálido rostro
- Memorias
- Fin de partida
- Ha llegado un inspector